# اس‌اس بورسا
اس‌اس بورسا (به انگلیسی: SS Bursa) یک کشتی بود که طول آن ۳۴۴ فوت (۱۰۵ متر) بود. این کشتی در سال ۱۹۴۴ ساخته شد.